# Susannah Carlsson (organist)
Ingrid Susannah Matilda Carlsson, född 24 december 1976 i Onsala församling, Hallands län, är en svensk domkyrkoorganist.

## Biografi
Carlsson har en diplomexamen i piano (2002) och orgel (2003) från Det Kongelige Danske Musikkonservatorium i Köpenhamn. Hon har därefter arbetat 14 år som kyrkomusiker i Köpenhamn. År 2018 tillträdde hon tjänsten som biträdande domkyrkoorganist i Lunds domkyrka, där hon i september 2024 tillträdde tjänsten som ordinarie domkyrkoorganist.
Hon har undervisat i liturgiskt orgelspel och improvisation vid Musikhögskolan i Malmö, samt frilansar som konsertorganist. Hon har tidigare ingått i den danska vokalensemblen Musica Ficta(da).